# 제이슨 스튜어트

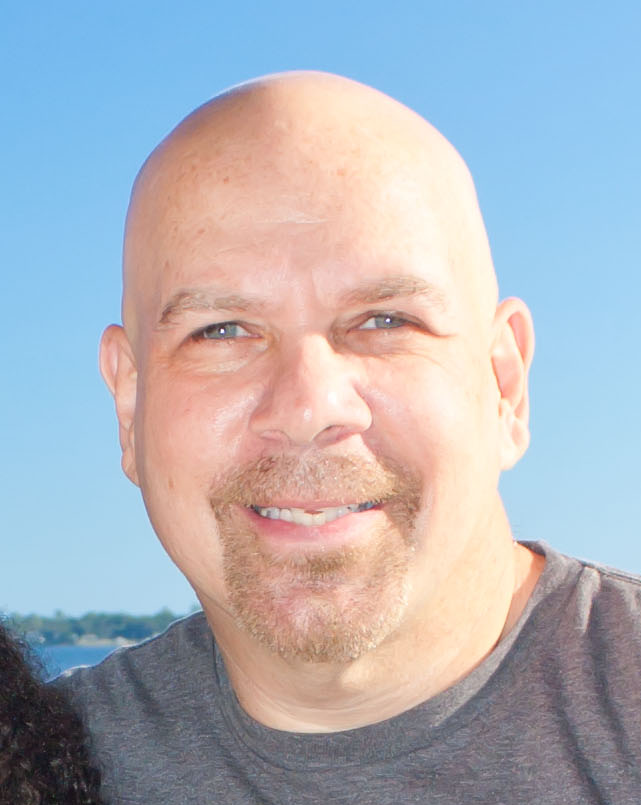

제이슨 스튜어트(Jason Stuart, 1959년 1월 13일 ~ )는 미국의 배우, 텔레비전 배우이다.
브롱크스에서 태어났다.

## 방송
- 마이 와이프 앤 키즈 시즌 1

## 영화
- 크로셋 스페이스 (2008년)
- 피어메이커스 (2008년)